# Typhloiulus strictus
Typhloiulus strictus är en mångfotingart som först beskrevs av Robert Latzel 1882.  Typhloiulus strictus ingår i släktet Typhloiulus och familjen kejsardubbelfotingar. Utöver nominatformen finns också underarten T. s. inferus.